# Sankt Oswald bei Plankenwarth
Sankt Oswald bei Plankenwarth est une commune autrichienne du district de Graz-Umgebung en Styrie.